# Yolande Avontroodt
Yolande M.L. Avontroodt, née le 9 mars 1950 à Anvers est une femme politique belge flamande, membre du OpenVLD.
Elle est docteur en médecine, médecin du travail et bourgmestre de Schilde.
Elle a été députée fédérale pendant 11 ans. Pendant les élections de 2010 elle n'était plus candidate sur la liste anversoise du OpenVLD, comme le parti avait choisi de ne plus soutenir sa candidature.

## Fonctions politiques
- Membre du Conseil flamand du 21 mai 1995 au 13 juin 1999.
- Bourgmestre de Schilde
- Députée fédérale depuis le 13 juin 1999 jusqu'au 13 juin 2010.

## Décoration
- Chevalier de l'ordre de Léopold